# Anna Borkowska
Mère Bertranda (née Janina Siestrzewitowska ; 1900-1988), connue plus tard sous le nom de Anna Borkowska,, est une nonne dominicaine cloîtrée polonaise qui officie comme prieure dans son monastère de Kolonia Wileńska (pl) (aujourd'hui partie de Vilnius en Lituanie). 
Pendant la Seconde Guerre mondiale, sous sa direction, les nonnes du monastère offrent le refuge à 17 jeunes militants juifs du ghetto de Vilnius et aide la Fareynikte Partizaner Organizatsye en leur fournissant des armes. En reconnaissance de ces actes, elle est, en 1984, déclarée Juste parmi les nations par Yad Vashem.

## Biographie

### Formation
Anna Borkowska est diplômée de l'Université Jagellonne de Cracovie et entre au monastère après ses études.

## Seconde Guerre mondiale

### Le refuge pour les Juifs
Vilnius (Wilno) est pris par les Allemands le 24 juin 1941 lors de l'opération Barbarossa et l'assassinat des Juifs commence presque immédiatement. Mère Bertranda se questionne sur le sauvetage des Juifs peu après le massacre de Poneriai en juillet 1941. Elle réfléchit d'abord à obtenir le soutien de la direction catholique de Wilno mais ils refusent de peur que les occupants allemands ne détruisent des propriétés de l'Église et ne décident de tuer tous les chrétiens pris en train d'aider les Juifs.
Agissant de sa propre initiative, Mère Bertranda accueille 17 membres de Hachomer Hatzaïr, un groupe sioniste local et les cache dans son monastère. Parmi les activistes se trouve Abba Kovner, le chef du mouvement, Avrom Sutzkever, Arie Wilner et Edek Boraks. Ils aident les nonnes en travaillant la terre, tandis que Kovner, comprenant le but de la Solution finale, travaille sur une organisation de résistance à l'Occupation et écrit son manifeste pour l'insurrection prochaine. Lorsque plusieurs nonnes émettent des objections, elle menace de les expulser du monastère et de les excommunier. Certains membres d'Hachomer Hatzaïr décident de quitter le refuge du monastère et de retourner dans le ghetto juif de Vilnius, où ils organisent un mouvement de résistance, la Fareynikte Partizaner Organizatsye (Organisation unifiée des partisans).

### Aide à la résistance juive

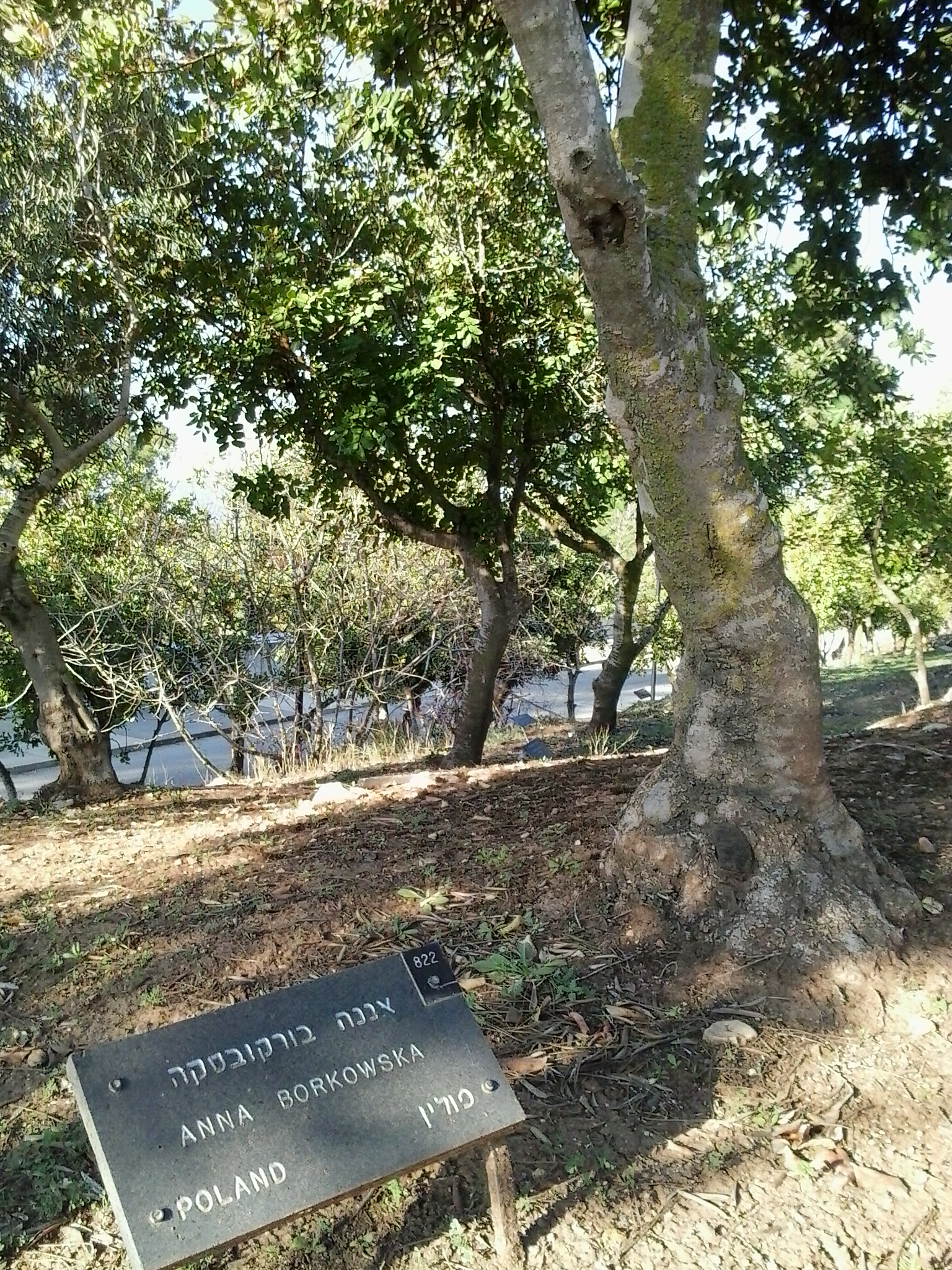
L'arbre et la plaque en mémoire d'Anna Borkowska à Yad Vashem.

Peu après, Mère Bertranda quitte le monastère et va proposer ses services dans le ghetto de Vilnius. Elle en est dissuadée par Kovner, qui lui propose de s'occuper de leur approvisionnement en provisions. Elle et les autres nonnes dominicaines décident d'aider la résistance juive de la ville en faisant de la contrebande d'armes et de munitions. Les autres nonnes de la communauté sont sœur Bernadeta (Julia Michrowska), sœur Cecylia (Maria Roszek), sœur Diana (Helena Frackiewicz), sœur Imelda (Maria Neugebauer), sœur Jordana (Maria Ostrejko), sœur Małgorzata (Irena Adamek) et sœur Stefania (Stanisława Bednarska). Elles sont les premières à fournir la résistance intérieure du ghetto de Vilnius en grenades et autres armes. Entre août et septembre 1943, le ghetto est liquidé et près de 12 000 hommes, femmes et enfants sont déportés dans des camps en Estonie. La révolte, organisée par la FPO, est écrasée le 1er septembre 1943.
En septembre 1943, Mère Bertranda est arrêtée par les autorités nazies et envoyée dans un camp de travail à Perwejniszki (lt) près de Kovno (aujourd’hui Kaunas en Lituanie). Le monastère est fermé et les nonnes sont forcées de se disperser. Après la guerre, elle demande une dispense papale de ses vœux et quitte les ordres. Elle adopte alors le nom de Anna Borkowska,,. Elle continue d'être une fervente catholique.

## Reconnaissance
En 1984, Anna Borkowska, qui vit alors dans un modeste logement à Varsovie, reçoit le titre de Juste parmi les nations décerné par le Mémorial de Yad Vashem. La médaille lui est remise par un des jeunes militants juifs qu'elle avait cachés pendant la guerre (dont Abba Kovner), en présence de Tadeusz Konwicki. D'autres membres de sa communauté ont également reçu cette récompense : Maria Ostreyko (sœur Jordana), Maria Janina Roszak (sœur Cecylia), Maria Neugebauer (sœur Imelda), Stanisława Bednarska (sœur Stefania), Irena Adamek (sœur Małgorzata), Julia Michrowska (sœur Bernadeta) et Helena Frąckiewicz (sœur Diana).